# Garth Nicolson
Garth L. Nicolson (sinh năm 1943) là nhà hóa sinh người Mỹ. Năm 1972, Nicolson cùng Seymour Jonathan Singer công bố mô hình khảm động.